# 동찰루키아 왕조
동찰루키아(칸나다어: తూర్పు చాళుక్యులు) 또는 벵기 찰루키아(칸나다어: ವೆಂಗಿನಾಡು చాళుక్యులు)는 7세기에서 12세기 사이에 남인도 일부를 통치했던 왕조이다. 이들은 데칸 지역의 바다미 찰루키아 왕국의 총독으로 시작했다. 그 후 주권 국가가 되어 기원 1001년경까지 오늘날 안드라프라데시주의 벵기 지역을 통치했다. 그들은 서기 1189년까지 촐라 제국의 봉신으로 이 지역을 계속 통치했다.
원래 동찰루키아의 수도는 피슈타푸라(오늘날의 피타푸람)였지만, 훗날 벵기(오늘날 엘루루 근처의 페다베기)로 옮긴 후 나중에 또 한번 라자 마헨드라 바라람(오늘날의 라자문드리)로 수도를 옮겼다. 역사 전반에 걸쳐 동찰루키아는 전략적으로 중요한 벵기 국가를 장악하기 위해 더 강력한 촐라 제국과 서찰루키아 제국 사이에 많은 전쟁을 일으켰다. 5세기에 걸친 벵기의 동찰루키아 통치는 이 지역을 통일된 전체로 통합했을 뿐만 아니라 통치 후반기에 텔루구어 문화, 문학, 시, 예술이 쇠퇴하는 것을 목도했다. 그들은 촐라 왕조와 결혼 관계를 가졌다.

## 기원
벵기의 찰루키아는 바다미의 찰루키아에서 파생되었다. 바다미의 통치자 풀라케신 2세(610–642 CE)는 비슈누쿤디나 왕조의 잔당들을 물리치고, 데칸 동부의 벵기 지역을 정복했다. 그는 서기 624년에 그의 형인 쿠브자 비슈누바르다나를 새로 획득한 이 지역의 총독으로 임명했다. 비슈누바르다나의 부왕령은 이후에 독립 왕국으로 발전했는데, 그 시기가 풀라케신이 바타피 전투에서 팔라바와 싸우다가 사망한 이후일 가능성이 있다. 즉 동찰루키아는 원래 칸나다 혈통이었다.
동찰루키아의 시조인 쿠브자 비슈누바르다나의 팀마푸람 판에 따르면, 이들은 마나비야 고트라에 속하며 카담바, 서찰루키아와 마찬가지로 하리트푸트라(하리티의 아들들)였다. 11세기부터, 동찰루키아 왕조는 자신들이 전설적인 달 왕조에서 기원했다고 주장하기 시작했다. 이 전설에 따르면, 그 왕조는 부다, 푸루라바, 판다바, 사타니카, 우다야나를 거쳐 달 왕조의 후손이라고 한다. 59명의 이름이 밝혀지지 않은 우다야나의 후손들이 아요디아에서 통치했다. 그들의 후손 비자야디티야는 닥쉬나파타(데칸)에서 탐험하던 중 트릴로차나 팔라바와의 전투에서 사망했다. 그의 임신한 미망인은 무디베무(오늘날의 잠말라마두구)의 비슈누바타 소마야지에 의해 피난처를 마련받았다. 그녀는 그녀의 은인의 이름을 따서 그녀의 아들에게 비슈누바르다나라고 이름 지었다. 그 소년이 자랐을 때, 그는 난다 바가바티 여신의 은총으로 닥쉬나파타의 통치자가 되었다는 것이 이들의 신화적인 기원론이다.

## 역사
서기 641년과 서기 705년 사이에 자야심하 1세와 망기 유바라자를 제외한 몇몇 왕들이 매우 짧은 기간 동안 통치했다. 그 후 가족간의 불화와 약한 통치자들로 특징지어지는 불안한 시기가 뒤따랐다. 한편, 말케드의 라슈트라쿠타는 바다미의 서찰루키아를 축출했다. 벵기의 약한 통치자들은 그들의 왕국을 한 번 이상 지배했던 라슈트라쿠타의 도전에 맞서야 했다. 848년 구나가 비자야디티야 3세가 집권하기 전까지 그들을 견제할 수 있는 동찰루키아 통치자는 없었다. 그 당시 라쉬트라쿠타의 통치자였던 아모가바르샤는 그를 그의 동맹으로 대했고 아모가바르샤의 죽음 이후, 비자야디티야는 독립을 선언했다.

## 행정
초기에 동찰루키아 궁정은 본질적으로 바다미 공화국이었고, 여러 세대가 지나면서 지역적 요인들이 힘을 얻었고 벵기 왕정은 독자적인 특징들을 발전시켰다. 동찰루키아는 우호적이든 적대적이든 팔라바, 라슈트라쿠타, 촐라, 서찰루키아와 오랫동안 긴밀한 접촉을 했기 때문에 외부의 영향력은 여전히 존재했다.

### 정부 유형
동찰루키아 정부는 힌두 철학에 기반을 둔 왕정이었다. 이 비문들은 전통적인 국가의 일곱 가지 구성 요소(사프탕가)와 다음과 같은 18개의 티르타(관직)를 나타낸다:
- 만트리(대신)
- 푸로히타(사제)
- 세나파티(사령관)
- 유바라자(태자)
- 다우바리카(문지기)
- 프라다나(수석)
- 아디야크샤(부서장)

행정 업무가 어떻게 수행되었는지에 대한 정보는 없다. 비샤야와 코탐은 기록을 통해 알려진 행정 구역이었다. 카르마라슈트라와 보야-코탐이 그 예이다. 왕의 칙령(토지나 마을의 선물에 대한 기록)은 모든 나이요기 카발라바(Naiyogi Kavallabhas, 그들의 의무에 대한 표시가 없는 일반적인 용어)들과 부여받은 마을의 주민인 그라메야카들에게 전달된다. 마네야들은 때때로 비문에서도 언급된다. 그들은 여러 마을에서 토지나 수입을 할당받았다.
형제 간 전쟁과 외국의 침략이 자주 이 땅을 혼란에 빠뜨렸다. 이 영토는 엘라만칠리, 피타푸람, 무디곤다와 같은 지배 가문과 코나 하이하야 같은 몇몇 다른 가문으로 구성된 귀족들이 소유한 여러 작은 제후국(영지)들로 분할되었다, 칼라추리, 콜라누 사로나타, 차기, 파리체다, 코타밤사, 벨라나두, 콘다파다마티 등 동찰루키아 가문과 결혼 관계로 긴밀하게 연결되어 충성스러운 봉사로 높은 지위에 올랐던 가문들이 있다. 벵기 통치자가 강할 때는 귀족들이 그에게 충성과 경의를 표했지만, 약해지면 왕실에 대항하는 적들과 손을 잡을 준비가 되어 있었다.

## 사회
동찰루키아의 인구는 이질적이었다. 동찰루키아 왕국이 성립된 후 안드라 국가로 건너간 현장은 백성들이 폭력적인 성격을 지녔고, 어두운 피부색을 가졌으며, 예술을 좋아했다고 언급했다. 그 사회는 세습적인 카스트 제도에 기반을 두고 있었다. 심지어 원래 카스트를 부정했던 불교도와 자이나교도들도 카스트를 채택했다. 전통적인 네 카스트 이외에도 보야와 사바라 같은 소수 민족 공동체도 존재했다.
브라만들은 사회에서 높은 존경을 받았다. 그들은 베다와 샤스트라에 능숙했고 토지와 돈을 선물로 받았다. 그들은 평의원, 장관, 공무원과 같은 수익성이 좋은 직책을 맡았다. 그들은 심지어 군대에 들어갔고 그들 중 일부는 높은 지휘권의 자리에 올랐다. 크샤트리야들은 지배층이었다. 그들의 음모와 호전성이 두 세기 동안의 내전을 야기시켰다. 코마티(바이샤)들은 번창하는 무역 공동체였다. 페누곤다(서부 고다바리)에 본부를 두고 17개의 다른 중심지에 지부를 둔 강력한 길드(나카람)로의 그들의 조직은 이 시기에 시작되었다. 정부에 공동 업무 대신(사마야만트리)이 있었던 것으로 보인다. 수드라들이 인구의 대부분을 구성했고 그들 중 몇몇 하위 카스트들이 있었다. 군대는 그들 중 대부분에게 커리어를 제공했고 그들 중 일부는 사만타 라주와 만달리카의 지위를 얻었다.

## 종교
동찰루키아 왕국의 주류 종교는 힌두교였으며, 비슈누파보다 시바파가 더 우세를 점했다. 체브롤루에 있는 마하세나 사원은 매년 자트라로 유명해졌는데, 자트라는 매년 신의 우상인 체브롤루에서 비자야와다까지 이어지는 행렬을 포함한다. 일부 통치자들은 스스로를 파라마 마헤스와라(황제)라고 선언했다. 불교 종교 중심지들은 결국 시바 순례지로서 큰 명성을 얻었다. 비자야디티야 2세, 유드다말라 1세, 비자야디티야 3세 및 비마 1세와 같은 동부 찰루키아 통치자들은 많은 사원들의 건설에 적극적인 관심을 가졌다. 무용수와 음악가와 같은 사원 설립들은 이 시기에 사원들이 종교적인 숭배의 중심이었을 뿐만 아니라 예술의 육성지였음을 보여준다.
사타바하나 시대에 지배적이었던 불교는 쇠퇴했다. 승원들은 사실상 버려졌다. 스투파들에 있는 사리들을 매우 좋아했기 때문에, 소수는 남아 있었을 것이고, 현장은 3천 명이 넘는 승려들이 살고 있는 대략 20개 이상의 불교 승원들을 주목했다.
자이나교는 불교와 달리 계속해서 사람들 사이에서 숭앙되었다. 이는 안드라 전역의 폐허가 된 마을에 있는 몇몇 버려진 이미지들로부터 분명하게 드러난다. 비문들은 또한 자이나교 사원들의 건설과 군주들과 백성들로부터의 그들의 지원을 위한 땅의 교부금들을 기록하고 있다. 쿠브자 비슈누바르다나, 비슈누바르다나 3세, 암마 2세와 같은 통치자들은 자이나교를 숭앙했다. 비말라디티야는 심지어 마하비라 교리의 명백한 추종자가 되었다. 비자야와다, 제누파두, 페누곤다(서부 고다바리), 무누고두가 이 시기의 유명한 자이나교 중심지들이었다.

## 문학

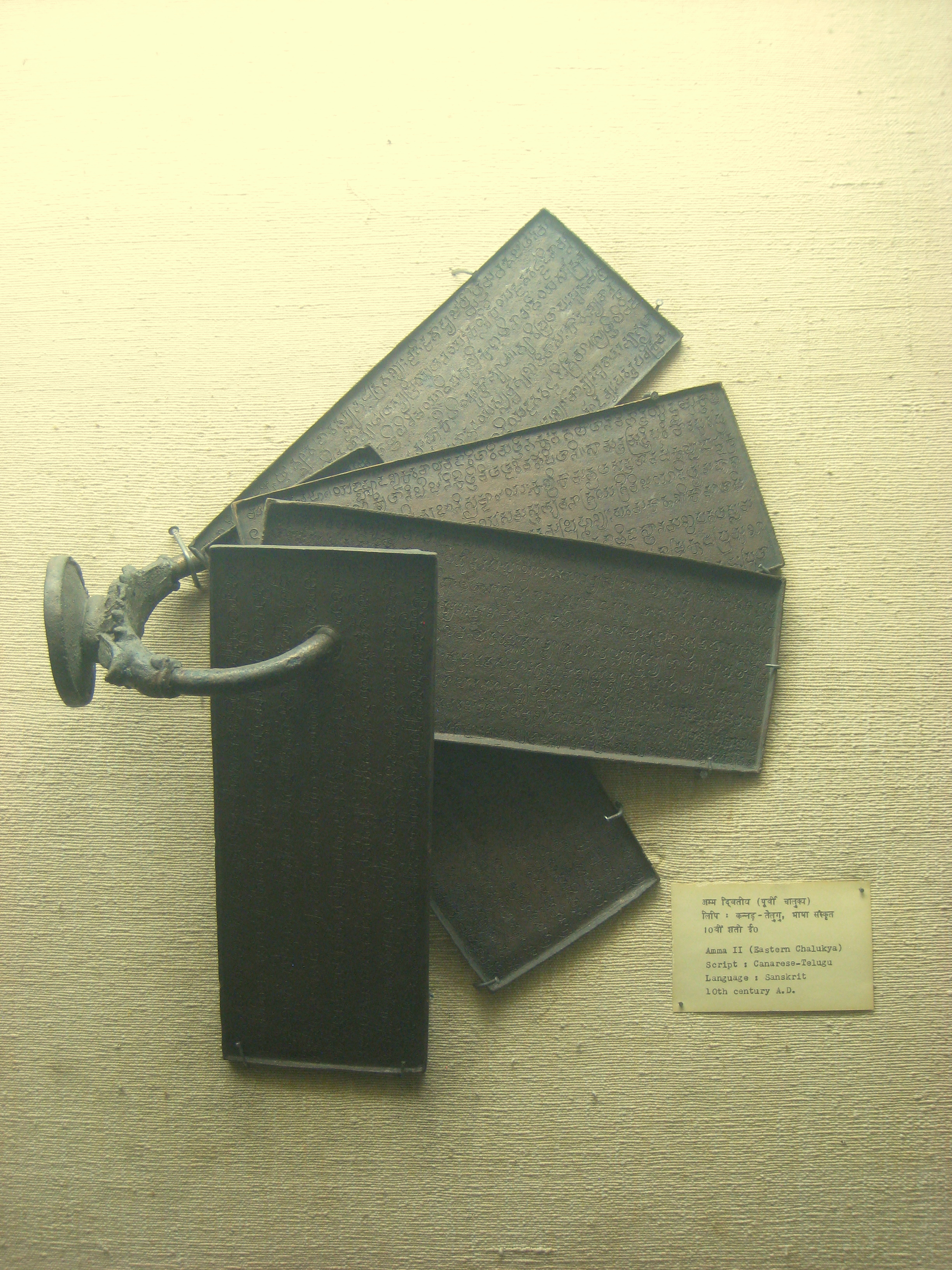
서기 10세기 칸나다 문자로 쓰여진 암마 2세의 산스크리트어 구리판.

초기 텔루구 문학은 이 시기에 정점에 이르렀다. 자야심하 1세의 비파를라 비문과 망기 유바라자의 락슈미푸람 비문은 서기 7세기에 발견된 동찰루키아 최초의 텔루구어 비문들이다.
초기 동찰루키아의 구리 판 보조금은 산스크리트어로 작성되었지만 알라단카람 판과 같은 몇 가지 헌장은 부분적으로 산스크리트어로, 부분적으로 텔루구어로 작성되었다.
텔루구어 시는 9세기 후반 비자야디티야 3세의 육군 참모총장 판다랑가의 아단키, 칸두쿠르, 다르마바람 비문에 처음 등장한다. 그러나, 11세기 이전의 문학 작품들은 명확하게 알려져 있지 않다. 난나야는 11세기 중반 라자 나렌드라의 시인 겸 변호사였다. 박식한 학자였던 그는 베다, 샤스트라스, 고대 서사시에 정통했고 마하바라타를 텔루구어로 번역하는 일에 착수했다. 8개 국어에 능했던 나라야나 바타는 그의 노력을 도왔다. 비록 미완성되었지만, 그의 작품은 텔루구어 문학의 걸작으로 찬사를 받고 있다.

### 칸나다어와 텔루구어 문학의 연결
동찰루키아 왕조의 창시자인 쿠브자 비슈누바르다나는 찰루키아 왕인 풀라케신 2세의 형제였다. 그러므로 찰루키아인들은 카르나타카와 안드라 국가들을 모두 통치했고 텔루구어도 후원했다. 이것은 칸나다 문학과의 밀접한 관련성으로 이어졌을 가능성이 매우 높다. 그 시대의 많은 텔루구어 작가들 또한 칸나다 난나야-바타의 바라타에 칸나다 작품들의 고유한 1박자인 아크카라를 포함한다. 같은 1박자는 유다말라의 베즈와다 비문에서도 발견된다. 또 다른 비문은 난나야-바타의 바라타 구성을 도왔던 나라야나-바타가 칸나다 시인이었고 그의 기여로 1053년 라자라자 나렌드라에게 마을을 하사받았다고 주목한다. 칸나다 시인 아디카비 팜파와 나가바르마 1세도 벵기 출신의 가문 출신이다.

## 건축

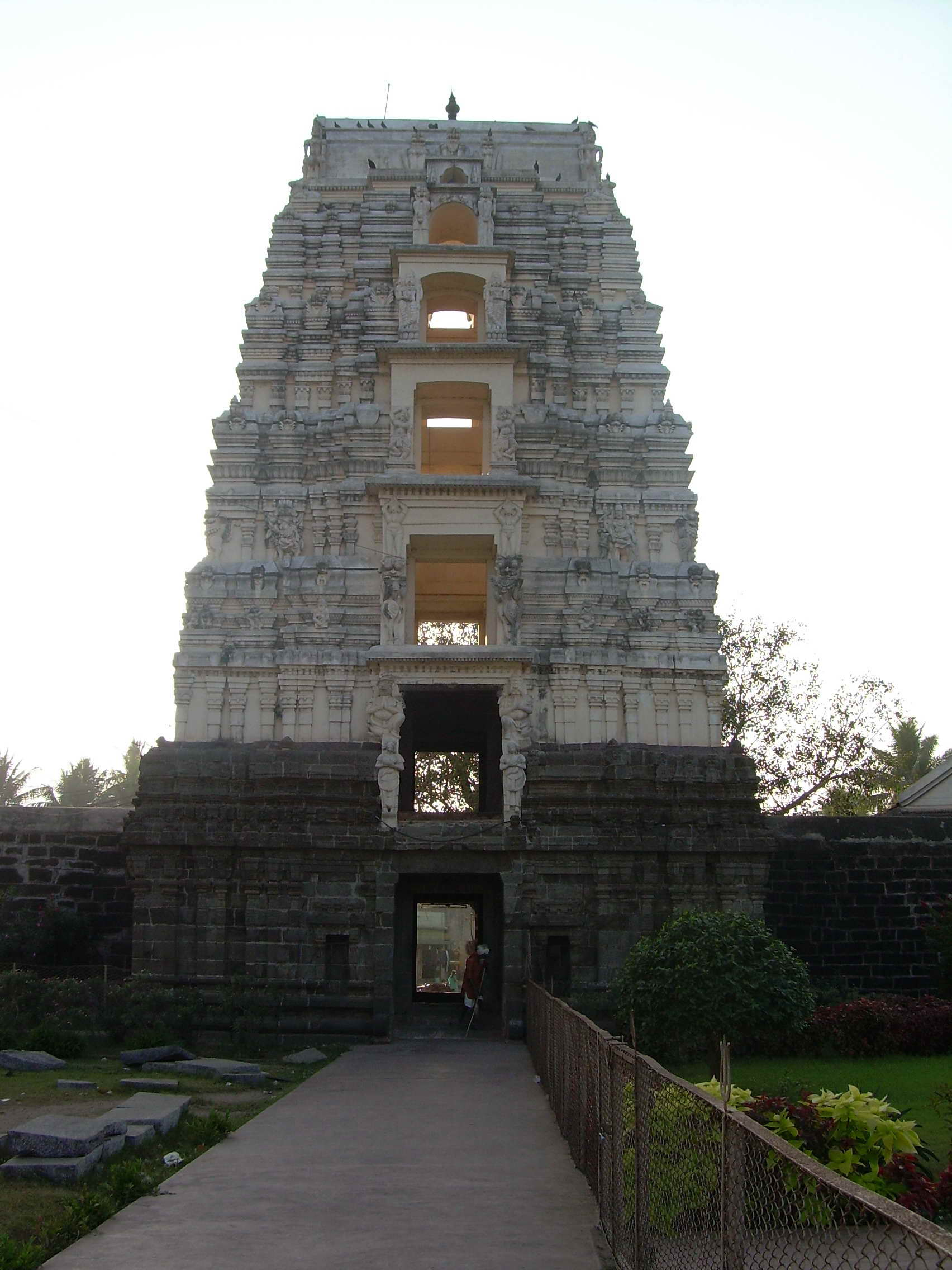
드라크샤라의 비메스바라 사원

왕국에 널리 퍼진 시바파 관습 때문에, 동찰루키아 왕들은 대규모로 사원들의 건설에 착수했다. 비자야디티야 2세는 108개의 사원들의 건설로 유명하다. 윳다말라 1세는 비자야와다에 카르티케야 사원을 세웠다. 비마 1세는 유명한 드라크샤라마와 찰루키아 비마바람(사말코트) 사원들을 건설했다. 라자라자 나렌드라는 칼리딘디(서고다바리)에 세 개의 기념 사원들을 세웠다. 팔라바와 찰루키아 전통 이후, 동부의 찰루키아인들은 판차라마 사원(특히 드라크샤라마 사원)과 비카볼루 사원들에서 볼 수 있는 그들만의 독립적인 건축 양식들을 발전시켰다. 비카볼루에 있는 골링게스바라 사원은 아르다나리스바라, 시바, 비슈누, 아그니, 차문디, 수리야와 같은 풍부하게 조각된 신들의 조각들을 포함한다.
암바푸람 석굴 사원은 7세기 동찰루키아가 건설한 자이나교 석굴 사원으로, 서기 7-8세기 동안 암바푸람과 아다비네칼람 구릉에 총 5개의 자이나교 석굴들이 건설되었다.

## 역대 군주
- 쿠브자 비슈누바르다나 1세 (624년 ~ 641년)
- 자야심하 1세 (641년 ~ 673년)
- 인드라 바타라카 (673년, 7일)
- 비슈누바르다나 2세 (673년 ~ 682년)
- 망기 유바라자 (682년 ~ 706년)
- 자야심하 2세 (706년 ~ 718년)
- 코킬리 (718년 ~ 719년)
- 비슈누바르다나 3세 (719년 ~ 755년)
- 비자야디티야 1세 바타라카 (755년 ~ 772년)
- 비슈누바르다나 4세 비슈누라자 (772년 ~ 808년)
- 비자야디티야 2세 (808년 ~  847년)
- 칼리 비슈누바르다나 5세 (847년 ~ 849년)
- 구나가 비자야디티야 3세 (849 ~ 892년)와 그의 두 형제 : 유바라자 비크라마디티야 1세 및 윳다말라 1세
- 비마 1세 드로나르주나 (892년 ~ 921년)
- 비자야디티야 4세 콜라비간다 (서기 921년, 6개월)
- 암마 1세 비슈누바르다나 6세 (921년 ~ 927년)
- 비자야디티야 5세 베타 (927년, 15일)
- 타다파 (927년, 한 달)
- 비크라마디티야 2세 (927년 ~ 928년, 11개월)
- 비마 2세 (928년 ~ 929년, 8개월)
- 윳다말라 2세 (929년 ~ 935년)
- 비마 3세 비슈누바르다나 7세 (935년 ~ 947년)
- 암마 2세 비자야디티야 6세 (947년 ~ 970년)
- 다나르나바 (970년 ~ 973년)
- 자타 초다 비마 (973년 ~ 999년)
- 샤크티바르만 1세 찰루키아칸드라 (999년 ~ 1011년)
- 비말라디티야 (1011년 ~ 1018년)
- 라자라자 나렌드라 1세 비슈누바르다나 8세 (1018년 ~1061년)
- 샤크티바르만 2세 (1061년 ~ 1063년)
- 비자야디티야 7세 (1063년 ~ 1068년, 1072년 ~ 1075년)
- 라자라자 2세 (1075년 ~ 1079년)
- 비라촐라 비슈누바르다나 9세 (1079년 ~ 1102년)

### 서지
- Kamat, Suryanath U (2002) [1980]. 《A Concise history of Karnataka from pre-historic times to the present》. Bangalore: Jupiter Books. ISBN 81-206-09778.
- K. A. Nilakanta Sastri; N Venkataramanayya (1960).  Ghulam Yazdani, 편집. 《The Early History of the Deccan Parts》. VII: The Eastern Chāḷukyas. Oxford University Press. OCLC 59001459. 2016년 8월 28일에 원본 문서에서 보존된 문서. 2016년 8월 25일에 확인함.
- N. Ramesan (1975). 《The Eastern Chalukyas of Vengi》. Andhra Pradesh Sahithya Akademi. OCLC 4885004. 2017년 1월 17일에 원본 문서에서 보존된 문서. 2016년 8월 25일에 확인함.
- Durga Prasad, History of the Andhras up to 1565 A. D., P. G. Publishers, Guntur (1988)
- Nilakanta Sastri, K.A. (1955). A History of South India, OUP, New Delhi (Reprinted 2002).
- Rao, P. Raghunatha (1994), 《History And Culture Of Andhra Pradesh: From The Earliest Times To The Present Day》, Sterling Publishers, ISBN 978-81-207-1719-0
- Nagabhusanasarma (2008), 《History and culture of the Andhras》, Komarraju Venkata Lakshmana Rau Vijnana Sarvaswa Sakha, Telugu University, 1995, ISBN 9788186073070
- Yazdani, Ghulam (2009), 《The Early History of the Deccan, Volume 2》, Published under the authority of the Government of Andhra Pradesh by the Oxford University Press, 1961
- Kumari (2008), 《Rule Of The Chalukya-Cholas In Andhradesa》, B.R. Pub. Corp., 1985, ISBN 9788170182542